# Tomasz Wawrzkiewicz
Tomasz Wawrzkiewicz (ur. 16 czerwca 1977 w Rudzie Śląskiej) – polski hokeista, reprezentant Polski.

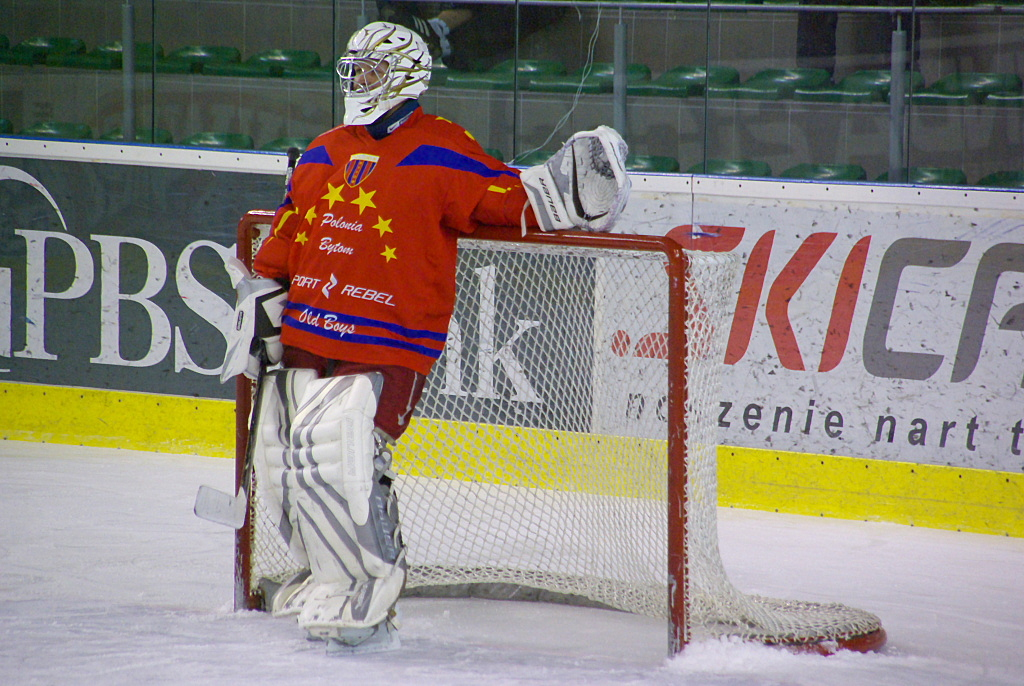
Tomasz Wawrzkiewicz podczas meczu na Mistrzostwach Polski Oldboyów w Sanoku (Arena Sanok, 2012)

## Kariera zawodnicza
- SMS PZHL Sosnowiec (1995-1996)
- Polonia Bytom (1996)
- Olimpia Sosnowiec (1996-1997)
- STS Sanok (1997-1999)
- SKH Sanok (1999-2000)
- Quad City Mallards (2000)
- SKH Sanok (2000-2001)
- Stoczniowiec Gdańsk (2001-2004)
- TKH Toruń (2004-2007)

Wychowanek Polonii Bytom. Trenowanie hokeja rozpoczął w IV klasie szkoły podstawowej. Początkowo grał na pozycji obrońcy. W III klasie licealnej w wieku 17 lat przeniósł się do NLO SMS PZHL Sosnowiec, którego został absolwentem w 1996. Przez cztery sezony grał w barwach drużyny z Sanoka, od 1997 był zawodnikiem STS Sanok, a od 1999 SKH Sanok. Tuż po rozpoczęciu sezonu 2000/2001 wyjechał na obóz amerykańskiego klubu Quad City Mallards i w jego barwach podjął występy w rozgrywkach United Hockey League. Po utracie miejsca w podstawowym składzie zespołu pod koniec października 2000 powrócił do SKH Sanok, z którego po sezonie 2000/2001 odszedł do Gdańska na zasadzie wypożyczenia. Karierę sportową zakończył po sezonie 2006/2007 z powodów zdrowotnych.
W składzie reprezentacji Polski do lat 18 uczestniczył w turnieju mistrzostw Europy juniorów w 1995 (Grupa B), w barwach reprezentacji Polski do lat 20 brał udział w turniejach mistrzostw świata juniorów 1996 (Grupa B), 1997 (Grupa A). W reprezentacji Polski seniorów rozegrał 47 spotkań. Uczestniczył w turnieju hokejowym na Zimowej Uniwersjadzie 1997. Uczestniczył w turniejach mistrzostw świata w 1998, 1999, 2000, 2002, 2004, 2006.
W trakcie kariery zyskał pseudonimy Waha / Wacha.

## Kariera szkoleniowa
Pod koniec lat 90. podjął studia w Studium Instruktorsko-Trenerskim przy AWF w Katowicach. Po zakończeniu kariery zawodniczej został trenerem hokejowym. W sierpniu 2007 objął posadę trenera bramkarzy w klubach TKH Toruń. Następnie zajmował to stanowisko w klubie Stoczniowiec Gdańsk. W 2009 był asystentem trenera reprezentacji Polski, Petera Ekrotha, odpowiadającym za przygotowanie bramkarzy kadry. Pod koniec grudnia 2016 został trenerem bramkarzy klubu Pomorski Klub Hokejowy 2014 w Gdańsku.

## Życie prywatne
Brat Grzegorza (ur. 1974) także bramkarza hokejowego i wychowanka Polonii Bytom. W czerwcu 2007 ożenił się z Kają Koczurowską.

## Sukcesy i wyróżnienia
Reprezentacyjne
- Awans do Grupy A mistrzostw świata juniorów do lat 20: 1996

Klubowe
- Brązowy medal mistrzostw Polski: 2003 ze Stoczniowcem Gdańsk
- Finał Pucharu Polski: 2002 z TKH Toruń
- Puchar Polski: 2005 z TKH Toruń

Wyróżnienia
- Drugie miejsce w plebiscycie dla najpopularniejszego sportowca Sanoka: za rok 1998[18], za rok 1999[19]
- Trzecie miejsce w plebiscycie dla najpopularniejszego sportowca Sanoka: za rok 2000[20]
- Nagroda Miasta Sanoka za rok 1999 (za osiągnięcia sportowe w hokeju na lodzie)[21][22][23].